# Autoroute Mahatma Gandhi
La NE1  (en anglais : National Expressway 1) est la première autoroute construite en Inde. C'est une autoroute à péage et accès limité, qui comporte deux voies de circulation et est en travaux depuis 2009 pour devenir une six voies. Elle parcourt les 96 km qui séparent Ahmedabad de Vadodara, elle a deux sorties pour desservir Nadiad et Anand. Cette autoroute a introduit en Inde des critères de sécurité et de vitesse plus élevés en matière de circulation automobile.